# New Zealand State Highway 49
Der New Zealand State Highway 49 (auch State Highway 49 oder in Kurzform SH 49) ist eine Fernstraße von nationalem Rang auf der Nordinsel von Neuseeland.

## Strecke
Der SH 49 führt im Süden des 2797 m hohen Mount Ruapehu in südöstlicher Richtung von Tohunga Junction nördlich von Raetihi nach Waiouru. Er verbindet damit den in diesem Bereich grob parallel verlaufenden New Zealand State Highway 4 im Westen und New Zealand State Highway 1 im Osten. Dabei führt er durch Ohakune, von wo eine Straße zum Turoa Skifield führt.